# جدار دفع
جدار الدفع (بالإنجليزية: Paywall)‏ هو طريقة لتقييد الوصول إلى المحتوى، وخاصة الأخبار، عبر عملية شراء أو اشتراك مدفوع. بدءًا من منتصف عقد 2010، بدأت الصحف بإضافة جدار الدفع على مواقعها الإلكترونية كطريقة لزيادة الإيرادات بعد سنوات من التراجع في عدد قراء المطبوعات المدفوعة وإيرادات الإعلانات، ويرجع ذلك جزئيًا إلى استخدام أدوات حظر الإعلانات. في الأكاديميات، غالبًا ما تخضع الأوراق البحثية لنظام جدار الدفع وتكون متاحة عبر المكتبات الأكاديمية التي تشترك فيها.
كما تم استخدام نظام جدار الدفع كوسيلة لزيادة عدد المشتركين في المطبوعات؛ على سبيل المثال، توفر بعض الصحف إمكانية الوصول إلى المحتوى عبر الإنترنت بالإضافة إلى تسليم نسخة مطبوعة يوم الأحد بسعر أقل من الوصول عبر الإنترنت وحده. تستخدم مواقع الصحف مثل موقع بوسطن غلوب ونيويورك تايمز هذا التكتيك لأنه يزيد من إيراداتها على الإنترنت وتوزيعها المطبوع (والذي بدوره يوفر المزيد من عائدات الإعلانات).

## تاريخ
في عام 1996، أنشأت صحيفة وول ستريت جورنال واستمرت في الحفاظ على جدار حماية «قوي». استمرت القراءة على نطاق واسع، واكتسبت أكثر من مليون مستخدم بحلول منتصف عام 2007، و15 مليون زائر في مارس 2008.
في عام 2010، على خطى صحيفة وول ستريت جورنال، نفذت صحيفة ذا تايمز (لندن) نظام جدار دفع «قوي». كان قرارًا مثيرًا للجدل لأنه، على عكس صحيفة وول ستريت جورنال، يعد موقع ذا تايمز موقعًا إخباريًا عامًا، وقيل إنه بدلاً من الدفع، سيسعى المستخدمون للحصول على المعلومات دون مقابل في مكان آخر. تم اعتبار نظام جدار الدفع في الممارسة العملية أنه ليس ناجحًا أو فاشلاً، حيث قام بالانضمام 105,000 زائر بدفع الأجر. على النقيض من ذلك قاومت، صحيفة ذا غارديان استخدام نظام جدار الدفع، مستشهدة بـ «الاعتقاد بإنترنت مفتوح» و «الاهتمام بالمجتمع» كأسباب لها - وهو تفسير موجود في مقالها الترحيبي لقراء الأخبار عبر الإنترنت الذين تم حظرهم من موقع ذا تايمز بعد متابعته تنفيذ نظام جدار الدفع، إلى صحيفة ذا غارديان للحصول على أخبار عبر الإنترنت. جربت صحيفة ذا غارديان منذ ذلك الحين مشاريع أخرى لزيادة الإيرادات مثل واجهة برمجة تطبيق مفتوحة. تأرجحت أوراق أخرى، أبرزها صحيفة نيويورك تايمز، بين تنفيذ وإلغاء العديد من أنظمة جدار الدفع. نظرًا لأن الأخبار عبر الإنترنت لا تزال وسيلة جديدة نسبيًا، فقد تم اقتراح أن التجريب هو المفتاح للحفاظ على الإيرادات مع الحفاظ على رضا مستهلكي الأخبار عبر الإنترنت.
ثبت عدم نجاح بعض تطبيقات جدار الدفع، وأُزِيلَت. من بين الخبراء المشككين في نموذج جدار الدفع أريانا هافينغتون، التي أعلنت أن «جدار الدفع هو تاريخ» في مقال نُشر عام 2009 في صحيفة الغارديان. في عام 2010، ورد أن جيمي ويلز، أحد مؤسسي ويكيبيديا، وصف جدار حماية ذا تايمز بأنه «تجربة حمقاء». كان أحد الشواغل الرئيسية هو أنه مع توفر المحتوى على نطاق واسع، سيتحول المشتركون المحتملون إلى مصادر مجانية لأخبارهم. تضمنت الآثار السلبية للتطبيقات السابقة انخفاض في حركة المرور وضعف تحسين محرك البحث.
أصبح نظام جدار الدفع مثيرًا للجدل، حيث جادل أنصاره حول فعالية أنظمة جدار الدفع في توليد الإيرادات وتأثيرها على وسائل الإعلام بشكل عام. يشمل منتقدو نظام جدار الدفع العديد من رجال الأعمال والأكاديميين مثل أستاذ الإعلام جاي روزين والصحفيين مثل هوارد أوينز والمحلل الإعلامي ماثيو إنجرام من GigaOm. ومن بين أولئك الذين يرون إمكانات في نظام جدار الدفع المستثمر وارن بافيت والناشر السابق لصحيفة وول ستريت جورنال جوردون كروفيتز وقطب الإعلام روبرت مردوخ. لقد غير البعض آرائهم حول أنظمة جدار الدفع. كان فيليكس سالمون من رويترز في البداية متشككًا صريحًا في عمليات جدار الدفع، لكنه أعرب لاحقًا عن رأي مفاده أنها يمكن أن تكون فعالة. كان كلاي شيركي، المنظر الإعلامي في جامعة نيويورك، في البداية متشككًا في برامج جدار الدفع، ولكن في مايو 2012 كتب، «يجب أن تلجأ [الصحف] إلى القراء الأكثر ولاءً للحصول على الدخل، عبر خدمة اشتراك رقمية من النوع الذي تستخدمه [نيويورك تايمز] منفذ.» تعمل أنظمة حظر الاشتراكات على تغيير الصحافة بسرعة، مما يؤثر على ممارساتها ونموذج أعمالها، وعلى حرية المعلومات على الإنترنت، وهذا غير واضح حتى الآن.

## أنواع
ظهرت ثلاثة نماذج عالية المستوى من نظام جدار الدفع: جدران دفع قوية (Hard paywalls) لا تسمح بمحتوى مجاني وتحث المستخدم على الدفع فورًا لقراءة المحتوى أو الاستماع إليه أو مشاهدته، وجدران دفع رقيقة (Soft paywalls) تسمح ببعض المحتوى المجاني، مثل الخلاصة، وجدران الدفع المُقاسة (Metered paywalls) والتي تتيح عددًا محددًا من المقالات المجانية التي يمكن للقارئ الوصول إليها خلال فترة زمنية محددة، مما يتيح مزيدًا من المرونة فيما يمكن للمستخدمين عرضه بدون اشتراك.

### جدران دفع «قوية»

نموذج لجدار دفع "قوي" على موقع إخباري

جدار الدفع «القوي» (Hard paywall)، كما تستخدمه صحيفة ذا تايمز، يتطلب اشتراكًا مدفوعًا قبل التمكن من الوصول إلى أي محتوى عبر الإنترنت. يعتبر هذا الجدار الخيار الأكثر خطورة لموفر المحتوى. تشير التقديرات إلى أن موقع الويب سيفقد 90٪ من جمهوره عبر الإنترنت وعائدات الإعلانات فقط لاستعادتها من خلال قدرته على إنتاج محتوى عبر الإنترنت جذاب بما يكفي لجذب المشتركين. يمكن أن تنجح المواقع الإخبارية ذات أنظمة حظر الاشتراك غير المدفوع «الثابتة» إذا:
- قدمت قيمة مضافة لمحتواها
- استهدفت جمهورًا متخصصًا
- سيطرت بالفعل على السوق الخاصة بها[28]

يستنكر العديد من الخبراء نظام جدار الدفع «القوي» بسبب عدم مرونته، معتقدين أنه يمثل رادعًا رئيسيًا للمستخدمين. كتب المدون المالي فيليكس سالمون أنه عندما يواجه المرء «جدار دفع لا يمكن تخطيه ولا يمكنه تجاوزه، فإنك ببساطة تذهب بعيدًا وتشعر بخيبة أمل في تجربتك.» جيمي ويلز، مؤسس الموسوعة الإلكترونية ويكيبيديا، جادل بأن استخدام نظام حظر الاشتراك غير المدفوع «الثابت» يقلل من تأثير الموقع. صرح ويلز أنه من خلال تطبيق نظام جدار الدفع «القوي»، فإن التايمز «جعلت نفسها غير ذات صلة». على الرغم من أن التايمز قد زادت من أرباحها، إلا أنها خفضت حركة المرور بنسبة 60٪.

### جدران دفع «رقيقة»

في هذا المثال الخيالي، يمكن للمستخدم قراءة سبع مقالات أخرى مجانًا قبل أن يحتاج إلى الاشتراك

أفضل طريقة لتجسيد جدار الدفع «الرقيق» (Soft paywall) هو النموذج الذي تم قياسه. يسمح نظام جدار الدفع المحدود للمستخدمين بمشاهدة عدد محدد من المقالات قبل طلب الاشتراك المدفوع. على عكس المواقع التي تسمح بالوصول إلى محتوى محدد خارج نظام حظر الاشتراك غير المدفوع، فإن نظام حظر الاشتراك غير المدفوع يسمح بالوصول إلى أي مقالة طالما لم يتجاوز المستخدم الحد المعين. تسمح فاينانشل تايمز للمستخدمين بالوصول إلى 10 مقالات قبل أن يصبحوا مشتركين مدفوعين. قامت صحيفة نيويورك تايمز بشكل مثير للجدل بتطبيق نظام جدار الدفع المُقاس في مارس 2011 والذي أتاح للمستخدمين عرض 20 مقالة مجانية شهريًا قبل الاشتراك المدفوع. في أبريل 2012، خفضت نيويورك تايمز عدد المقالات المجانية شهريًا إلى 10. تم تعريف نظام حظر الاشتراك غير المدفوع الذي تم قياسه على أنه ليس فقط ضعيفًا، ولكنه «مسامي»، لأنه يسمح أيضًا بالوصول إلى أي رابط منشور على موقع وسائط اجتماعية، وما يصل إلى 25 مقالة مجانية يوميًا إذا تم الوصول إليها من خلال محرك بحث.
تم تصميم النموذج للسماح للورق «بالاحتفاظ بحركة المرور من المستخدمين الخفيفين»، والذي بدوره يسمح للجريدة بالحفاظ على عدد زوارها مرتفعًا، مع تلقي عائدات التداول من مستخدمي الموقع بكثافة. باستخدام هذا النموذج، حصدت صحيفة نيويورك تايمز 224000 مشترك في الأشهر الثلاثة الأولى. في حين أعلن الكثيرون أن جدار دفع صحيفة 'نيويورك تايمز بأنه نجاح بعد أن أعلنت عن الأرباح في الربع الثالث من عام 2011، يقال إن زيادة الأرباح «سريعة الزوال» و «تستند إلى حد كبير إلى مزيج من التخفيضات وبيع الأصول».
فرض بحث جوجل سابقًا سياسة تُعرف باسم «النقرة الأولى مجانًا»، حيث يُطلب من مواقع الويب الإخبارية المحمية بنظام حظر الاشتراك غير المدفوع أن يكون لها جدار حماية محدود لعدد المقالات اليومية (ثلاثة، في البداية خمسة) التي يمكن الوصول إليها عبر النتائج على بحث جوجل أو أخبار جوجل. لا يزال بإمكان الموقع استخدام نظام جدار الدفع للمقالات الأخرى التي يمكن الوصول إليها عبر الصفحة. شجع هذا المنشورات على السماح بفهرسة مقالاتهم بواسطة زاحف الويب من جوجل، وبالتالي تعزيز مكانتها على بحث جوجل وأخبار جوجل. تم تخفيض ترتيب المواقع التي ألغت برنامج النقرة الأولى مجانًا في تصنيفات جوجل. أوقفت جوجل هذه السياسة في عام 2017، مشيرة إلى أنها توفر أدوات إضافية لمساعدة المنشورات على دمج الاشتراكات في أنظمتها الأساسية.

### مزيج
تتضمن إستراتيجية نظام جدار الدفع "الأكثر رقة" السماح بالوصول المجاني إلى محتوى محدد، مع الاحتفاظ بالمحتوى المتميز خلف جدار دفع. وقد قيل إن مثل هذه الاستراتيجية تؤدي إلى "إنشاء فئتين: علف رخيص متاح مجانًا (غالبًا ما يصنعه موظفون مبتدئون)، ومحتوى أكثر" نبيلًا ". هذا النوع من الفصل يثير التساؤلات حول مساواة وسائل الأخبار على الإنترنت. وفقًا للمنظر السياسي والإعلامي روبرت أ هاكيت، فإن "الصحافة التجارية في القرن التاسع عشر، أول وسيط جماهيري في العالم الحديث، ولدت بوعد ديمقراطي عميق: تقديم المعلومات دون خوف أو محاباة، وجعلها في متناول الجميع، وتعزيز العقلانية العامة على أساس المساواة في الوصول إلى الحقائق ذات الصلة.".
نفذت بوسطن غلوب نسخة من هذه الاستراتيجية في سبتمبر 2011 من خلال إطلاق موقع ويب ثان، BostonGlobe.com، لتقديم محتوى فقط من الورق خلف جدار حماية قوي، بصرف النظر عن معظم المحتوى الرياضي، الذي ظل مفتوحًا للتنافس ضد الرياضات المحلية الأخرى المواقع. يعمل موقع BostonGlobe.com جنبًا إلى جنب مع موقع إخباري ثان موجود مسبقًا Boston.com، والذي يحتوي الآن على كمية محدودة فقط من المحتوى من موقع الاشتراك في وقت متأخر، ولكنه يركز بشكل أكبر على الأخبار الموجهة للمجتمع. وصفها محرر بوسطن غلوب، مارتن بارون، بأنهما «موقعان مختلفان لنوعين مختلفين من القراء - يفهم البعض أن الصحافة بحاجة إلى التمويل والدفع. الناس الآخرون فقط لن يدفعوا. لدينا موقع لهم». بحلول مارس 2014، كان للموقع أكثر من 60000 مشترك رقمي؛ في ذلك الوقت، أعلنت ذا غلوب أنها ستستبدل جدار الدفع القوي بنظام مقنن يسمح للمستخدمين بقراءة 10 مقالات دون رسوم في أي فترة 30 يومًا. يعتقد براين ماكغروري، محرر بوسطن غلوب، أن القدرة على أخذ عينات من المحتوى المتميز للموقع ستشجع المزيد من الناس على الاشتراك في الخدمة. في الوقت نفسه، أعلن ماكغروري أيضًا عن خطط لمنح Boston.com تركيزًا تحريريًا أكثر تميزًا، مع «صوت أكثر وضوحًا يلتقط حساسيات بوسطن بشكل أفضل»، بينما يهاجر محتوى آخر لكُتَّاب غلوب، مثل المدونات من Boston.com إلى موقع الصحيفة على الويب، مع الاحتفاظ بها مجانًا.

## استقبال

### صناعة
كان الاستقبال المهني لتنفيذ نظام جدار الدفع مختلطًا. تركز معظم المناقشات حول نظام حظر الاشتراك غير المدفوع على نجاحها أو فشلها كمشاريع تجارية، وتتغاضى عن آثارها الأخلاقية في الحفاظ على الجمهور المطلع. في نقاش نظام جدار الدفع، هناك أولئك الذين يرون أن تنفيذ أنظمة جدار الدفع بأنها «إستراتيجية كيس الرمل» - وهي إستراتيجية قد تساعد في زيادة الإيرادات على المدى القصير، ولكنها ليست إستراتيجية من شأنها تعزيز النمو المستقبلي لصناعة الصحف. بالنسبة إلى نظام جداران الدفع «القوية» على وجه التحديد، يبدو أن هناك إجماعًا في الصناعة على أن الآثار السلبية (فقدان القراء) تفوق الإيرادات المحتملة، ما لم تستهدف الصحيفة جمهورًا متخصصًا.
هناك أيضًا من لا يزالون متفائلين بشأن استخدام نظام جدار الدفع للمساعدة في تنشيط عائدات الصحف المتعثرة. ومع ذلك، فإن أولئك الذين يعتقدون أن تطبيق نظام جدار الدفع سينجح، يقومون باستمرار بتخزين رأيهم بحالات الطوارئ. ينص بيل ميتشل على أنه لكي يجلب نظام جدار الدفع إيرادات جديدة وليس ردع القراء الحاليين، يجب على الصحف: «الاستثمار في أنظمة مرنة، واستغلال خبرة صحفييها في المجالات المتخصصة، والأهم من ذلك، أن تقدم للقراء قيمة أموالهم من حيث القيمة الجديدة.» يقدم التقرير السنوي لعام 2011 الصادر عن «حالة وسائل الإعلام الإخبارية» حول الصحافة الأمريكية الادعاء الكاسح بأن: «لا تنجو من الناحية المالية، فإن الإجماع على الجانب التجاري من العمليات الإخبارية هو أن المواقع الإخبارية لا تحتاج فقط إلى جعل إعلاناتها أكثر ذكاءً، ولكنها بحاجة أيضًا إلى إيجاد طريقة ما لفرض رسوم على المحتوى وابتكار مصادر دخل جديدة بخلاف الإعلانات المصورة والاشتراكات». حتى أولئك الذين لا يؤمنون بالنجاح العام لنظام جدار الدفع يدركون أنه من أجل مستقبل مربح، يجب أن تبدأ الصحف في إنشاء محتوى أكثر جاذبية ذي قيمة مضافة، أو البحث عن مصادر جديدة لكسب الإيرادات.
يعتقد أنصار نظام جدار الدفع أنه قد يكون من الضروري أن تظل المنشورات الأصغر قائمة. يجادلون بأنه نظرًا لأن 90 في المائة من عائدات الإعلانات تتركز في أفضل 50 ناشرًا، لا يمكن بالضرورة أن تعتمد العمليات الأصغر على نموذج المحتوى المجاني التقليدي المدعوم بالإعلانات بالطريقة التي يمكن للمواقع الأكبر القيام بها. يؤكد العديد من المدافعين عن نظام حظر الاشتراك غير المدفوع أيضًا أن الأشخاص أكثر استعدادًا لدفع ثمن ضئيل مقابل جودة المحتوى. في مارس 2013 ضيفًا على فينشر بيت، مالكولم كاسيل من ميديا-باس ذكر بأن اعتقاده بأنه ستصبح «شيئا من نبوءة تحقق ذاتها: الناس [سوف] تدفع للمحتوى، وأن المال يعود إلى جعل المحتوى الكلي أفضل.»
في أبريل 2013، أصدرت جمعية الصحف الأمريكية ملف تعريف إيرادات الصناعة لعام 2012، والذي أفاد بأن إيرادات التداول نمت بنسبة 5 في المائة للصحف اليومية، مما يجعلها السنة الأولى لنمو التوزيع خلال عشر سنوات. ورد أن عائدات التداول الرقمي فقط نمت بنسبة 275٪؛ نمت عائدات الطباعة والتوزيع الرقمي المجمع بنسبة 499٪. جنبًا إلى جنب مع التحول نحو تجميع الطباعة والإنترنت في اشتراكات الوصول المجمعة، انخفضت إيرادات توزيع الطباعة فقط بنسبة 14٪. تؤكد هذه الأخبار الاعتقاد المتزايد بأن الاشتراكات الرقمية ستكون المفتاح لتأمين بقاء الصحف على المدى الطويل.
في مايو 2019، أظهر بحث أجراه معهد رويترز لدراسة الصحافة بجامعة أكسفورد أنه على الرغم من الجدل الدائر حول نظام جدار الدفع، إلا أنه في ازدياد في جميع أنحاء أوروبا والولايات المتحدة. وفقًا للدراسة التي أجراها فيليكس سيمون ولوكاس جريفز، فإن أكثر من ثلثي الصحف الرائدة (69٪) في جميع أنحاء الاتحاد الأوروبي والولايات المتحدة كانت تدير نوعًا من برامج حظر الاشتراك غير المدفوع عبر الإنترنت اعتبارًا من عام 2019، وهو اتجاه زاد منذ عام 2017 وفقًا للباحثين، حيث شهدت الولايات المتحدة زيادة من 60٪ إلى 76٪.

### قارئ
تم قياس استجابة المستخدم العامة لتنفيذ نظام جدار الدفع من خلال عدد من الدراسات الحديثة التي تحلل عادات قراءة الأخبار عبر الإنترنت للقراء. تحدد دراسة أنجزها اتحاد أبحاث الوسائط الكندية بعنوان "المستهلكون الكنديون غير راغبين في الدفع مقابل الأخبار عبر الإنترنت"، بشكل مباشر الاستجابة الكندية لجدار الدفع. استطلعت الدراسة 1700 كنديًا، ووجدت الدراسة أن 92٪ من المشاركين الذين قرأوا الأخبار على الإنترنت يفضلون إيجاد بديل مجاني بدلاً من الدفع مقابل موقعهم المفضل (مقارنة بـ 82٪ من الأمريكيين )، بينما صرح 81٪ أنهم سيفضلون ذلك تمامًا. لا يدفعون مقابل موقعهم الإخباري المفضل على الإنترنت. واستناداً إلى سوء استقبال المشاركين للمحتوى المدفوع، تُختتم الدراسة ببيان مماثل لخبراء الإعلام، يفيد، باستثناء الصحف البارزة مثل ذا وال ستريت جورنال وذا تايمز، بالنظر إلى "الجمهور الحالي". السلوكيات، فمن الأفضل أن يبدأ معظم الناشرين في البحث في مكان آخر عن حلول للأرباح ".
استطلعت دراسة أجرتها إليزابيث بينيتيز من الرابطة العالمية لناشري الأخبار 355 مشاركًا في المكسيك وأوروبا والولايات المتحدة. وجدت الدراسة أن «القراء الشباب على استعداد لدفع ما يصل إلى 6 يورو مقابل اشتراك شهري في الأخبار الرقمية - أقل بنسبة 50٪ من متوسط السعر (14.09 يورو) عبر البلدان. وفقًا لمعهد رويترز لدراسة الصحافة (Simon and Graves 2019)، فإن 14.09 يورو هو متوسط سعر الاشتراك الشهري في ست دول أوروبية والولايات المتحدة».

## الآثار الأخلاقية

### تدهور المجال العام على الإنترنت
يجادل هاكيت بأن «منتدى على الإنترنت [...] يمكن أن يعمل كمجال عام متخصص أو على نطاق أصغر.» في الماضي، كان الإنترنت موقعًا مثاليًا لعامة الناس لجمع ومناقشة القضايا الإخبارية ذات الصلة - وهو نشاط تم توفيره أولاً من خلال الوصول المجاني إلى محتوى الأخبار عبر الإنترنت، وبالتالي القدرة على التعليق على المحتوى، وإنشاء منتدى. يقيد إنشاء نظام جدار الدفع الاتصال المفتوح للجمهور مع بعضهم البعض من خلال تقييد القدرة على قراءة الأخبار عبر الإنترنت ومشاركتها.
الطريقة الواضحة التي يقيد بها نظام جدار الدفع الوصول المتساوي إلى المجال العام عبر الإنترنت هي من خلال المطالبة بالدفع، وردع أولئك الذين لا يريدون الدفع، ومنع أولئك الذين لا يستطيعون الانضمام إلى المناقشة عبر الإنترنت. تم اتخاذ قيود الوصول المتساوي إلى حد جديد عندما وضعت ذي إندبندنت البريطانية في أكتوبر 2011 جدارًا الدفع للقراء الأجانب فقط. تتمتع وسائل الإعلام الإخبارية عبر الإنترنت بقدرة مثبتة على إنشاء اتصال عالمي يتجاوز النطاق النموذجي للمجال العام. في كتابه إضفاء الطابع الديمقراطي على الإعلام العالمي، يصف هاكيت ومنظر الاتصالات العالمية يوزهي تشاو كيف ظهرت «موجة جديدة من الدمقرطة الإعلامية في عصر الإنترنت والتي سهلت شبكات المجتمع المدني العابرة للحدود الوطنية والتواصل الديمقراطي».
تلقى استخدام نظام جدار الدفع أيضًا العديد من الشكاوى من قراء الأخبار عبر الإنترنت بخصوص عدم إمكانية مشاركة الاشتراكات عبر الإنترنت مثل الورق المطبوع التقليدي. بينما يمكن مشاركة الورق المطبوع بين الأصدقاء والعائلة، فإن الأخلاقيات الكامنة وراء مشاركة الاشتراك عبر الإنترنت أقل وضوحًا لأنه لا يوجد شيء مادي متضمن. يقول آرييل كامينر، كاتب العمود «الأخلاقي» في نيويورك تايمز، الذي تناول مسألة مشاركة الاشتراك عبر الإنترنت، إن «المشاركة مع زوجتك أو طفلك الصغير شيء؛ والمشاركة مع الأصدقاء أو العائلة الذين يعيشون في مكان آخر شيء آخر». تركز تعليقات القارئ بعد استجابة كامبنر على الانقسام بين الدفع مقابل ورقة مطبوعة ودفع الاشتراك عبر الإنترنت. تعني سهولة الوصول إلى الورق المطبوع أن المزيد من الأفراد يمكنهم قراءة نسخة واحدة، وأن كل من يقرأ الجريدة لديه القدرة على إرسال خطاب إلى المحرر دون عناء التسجيل أو دفع رسوم الاشتراك. على هذا النحو، يؤدي استخدام نظام جدار الدفع إلى إغلاق الاتصال في كل من المجال الشخصي وعبر الإنترنت. هذا الرأي لا يقتصر على قراء الأخبار على الإنترنت، ولكن أيضًا من قبل كتاب الرأي. يعلق جيمي ويلز بأنه «يفضل كتابة [مقال رأي] حيث ستتم قراءته»، موضحًا أن «وضع مقالات الرأي وراء نظام جدار الدفع [لا معنى له].»
في الولايات المتحدة، لوحظ أن استخدام نظام جدار الدفع من قبل المنشورات عالية الجودة قد عزز من وصول المنافذ الإلكترونية التي ليس لديها جدار دفع والتي تروج لوجهات النظر اليمينية ونظريات المؤامرة والأخبار المزيفة.

### الدفع للبقاء على اطلاع
يثير استخدام نظام جدار الدفع لمنع الأفراد من الوصول إلى المحتوى الإخباري عبر الإنترنت دون دفع العديد من الأسئلة الأخلاقية. وبحسب هاكيت، فإن وسائل الإعلام «فشلت بالفعل في تزويد المواطنين بوصول سهل إلى المعلومات المدنية ذات الصلة». يؤدي تطبيق نظام جدار الدفع على محتوى إخباري مجاني سابقًا إلى زيادة هذا الفشل من خلال الحجب المتعمد. يستشهد هاكيت بـ «الآليات الثقافية والاقتصادية العامة، مثل تسليع المعلومات واعتماد وسائل الإعلام التجارية على عائدات الإعلانات» باعتبارهما من أكبر التأثيرات على أداء وسائل الإعلام. وبحسب هاكيت، فإن هذه الآليات الثقافية والاقتصادية «تولد انتهاكات للقاعدة الديمقراطية للمساواة». يؤدي تطبيق نظام جدار إلى الربط الوثيق بين الآليتين اللتين استشهد بهما هاكيت، حيث يعمل جدار الدفع على تسليع المحتوى الإخباري لجلب الإيرادات من كل من القراء ومن زيادة تداول الإعلانات الورقية المطبوعة. نتيجة هذه الآليات، كما ذكر هاكيت، هي عائق أمام «المساواة في الوصول إلى الحقائق [الإخبارية] ذات الصلة».
إن تسليع المعلومات - تحويل الأخبار إلى منتج يجب شراؤه - يقيد مبدأ المساواة التأسيسي للصحيفة. تسأل كاثرين ترافرز، مراسلة مدونة المحرر على شبكة الإنترنت، عن هذه القضية في منشور يناقش مستقبل صحيفة واشنطن بوست، «هل الاشتراك الرقمي مسموح به مثل دفع بضعة دولارات بين الحين والآخر للحصول على نسخة ورقية؟» على الرغم من إرفاق رسوم الاشتراك في الصحف المطبوعة منذ فترة طويلة، إلا أن جميع أشكال الأخبار الأخرى كانت تقليديًا مجانية. تقول صحيفة ديلي ميل البريطانية أن عائدات الطباعة فريدة من نوعها لأن «الناس يدفعون مقابل راحة الطباعة تقديراً للتكلفة الخاصة لإنتاج وتسليم منتج ملموس ولأنهم يشترونها بالكامل». وعلى سبيل المقارنة، توجد الأخبار عبر الإنترنت كوسيلة للنشر المجاني. يوضح جيف سوندرمان، التابع لبوينتر لوسائل الإعلام الرقمية، التوتر الأخلاقي الناجم عن نظام جدار الدفع. يشرح سوندرمان أن «التوتر الأساسي هو أن الصحف تعمل في نفس الوقت كشركات وكخدم للمصلحة العامة. بالنسبة للمؤسسات الهادفة للربح، لها الحق (حتى الواجب) في جني الأموال للمساهمين أو الملاك الخاصين. لكن معظمهم يزعمون أيضًا أن لديهم ميثاقًا اجتماعيًا، يحمون فيه المصلحة العامة بأكملها ويساعدون مجتمعهم بأكمله في تشكيل وفهم قيمه المشتركة.»

## استراتيجيات مضادة

### تعطيل جدار الدفع
أزالت بعض الصحف جدار الدفع الخاص بها من حظر المحتوى الذي يغطي حالات الطوارئ. عندما ضرب إعصار إيرين الساحل الشرقي للولايات المتحدة في أواخر أغسطس 2011، أعلنت نيويورك تايمز أن جميع التغطيات المتعلقة بالعواصف، التي يتم الوصول إليها عبر الإنترنت وعبر الأجهزة المحمولة، ستكون مجانية للقراء. يناقش مساعد مدير التحرير في نيويورك تايمز، جيف روبرتس، قرار الصحيفة، قائلاً: «نحن على دراية بالتزاماتنا تجاه جمهورنا وتجاه الجمهور بشكل عام عندما تكون هناك قصة كبيرة تؤثر بشكل مباشر على مثل هذا جزء كبير من الناس». في مقاله الذي يناقش إزالة نظام جدار الدفع، أثنى سودرمان على تصرف نيويورك تايمز، مشيرًا إلى أنه في حين أن الناشر «يلتزم بنظام جدار الدفع باعتباره أفضل إستراتيجية عمل لشركته الإخبارية، فقد تكون هناك بعض القصص أو الموضوعات التي تحمل مثل هذه الأهمية والإلحاح أنه من عدم المسؤولية منعها عن غير المشتركين».
وبالمثل في عام 2020، قام عدد كبير من المنافذ بإعفاء القصص المتعلقة بوباء كوفيد-19 من حواجز الدفع الخاصة بهم كخدمة عامة، ولمكافحة المعلومات المضللة المتعلقة بالفيروس. في أبريل 2020، ذهبت مجموعة بوست ميديا الكندية إلى أبعد من ذلك وأزالت جدارها غير المدفوع من جميع المحتويات في أبريل 2020، برعاية سلسلة مطاعم للوجبات السريعة.

### مبادرات الإيرادات الجديدة
نظرًا للرأي السائد بأنه بغض النظر عن نجاح نظام جدار الدفع، يجب البحث عن مصادر إيرادات جديدة للنجاح المالي للصحف، فمن المهم تسليط الضوء على مبادرات الأعمال الجديدة. وفقًا لخبير وسائل الإعلام في بوينتر، بيل ميتشل، من أجل تحقيق نظام جدار الدفع إيرادات مستدامة، يجب على الصحف إنشاء «قيمة جديدة» - جودة أعلى، وابتكار، وما إلى ذلك - في محتواها عبر الإنترنت الذي يستحق الدفع والذي لم يكن المحتوى المجاني سابقًا عليه. بالإضافة إلى إقامة جدار الدفع، كانت الصحف تستغل بشكل متزايد المنتجات الإخبارية للأجهزة اللوحية والهواتف المحمولة، والتي لا تزال أرباحها غير حاسمة. كما تبنت بعض الصحف استهداف جماهير معينة، مثل Daily Mail's Mail Online في المملكة المتحدة. تتضمن الاستراتيجية الأخرى، التي ابتكرتها صحيفة نيويورك تايمز، تحقيق إيرادات جديدة عن طريق تغليف المحتوى القديم في الكتب الإلكترونية وعروض الميزات الخاصة، لإنشاء منتج جذاب للقراء. قرعة هذه الحزم ليست فقط الموضوع ولكن المؤلفين واتساع التغطية. وفقًا للمراسل ماثيو إنجرام، يمكن للصحف الاستفادة من هذه العروض الخاصة بطريقتين، أولاً من خلال الاستفادة من المحتوى القديم عند ظهور اهتمام جديد، مثل ذكرى سنوية أو حدث مهم، وثانيًا، من خلال إنشاء حزم ذات اهتمام عام. على سبيل المثال، أنشأت صحيفة نيويورك تايمز حزمًا خاصة، بشكل رئيسي، كتب إلكترونية، عن لعبة البيسبول والجولف والثورة الرقمية.
أيضًا، يتبع التنفيذ الناجح لنظام جدار الدفع في الوسائط الرقمية قاعدة عامة: عندما يكون هناك انخفاض في عائدات الإعلانات، تكون هناك فرصة قوية لاعتماد نموذج اشتراك و/ أو جدار دفع.

### تجاوز نظام حظر الاشتراك غير المدفوع
نظرًا لتفاصيل التنفيذ التي تتضمن تقنيات الويب، يمكن هزيمة معظم أنظمة جدارن الدفع التي لا تتطلب ببساطة من المستخدم أن يدفع مقابل عرض المقالات على الإطلاق.
يمكن تجاوز بعض أنظمة جدران الدفع عبر الإنترنت باستخدام «وضع التصفح الخاص» في المتصفح.
نظرًا لأن العديد من أنظمة جدار الدفع تتطلب جافا سكريبت لكي تعمل، فقد يتوقف جدار الحماية نفسه عن فعل أي شيء إذا قام المستخدم بتعطيل البرمجة النصية في متصفح الويب الخاص به. على سبيل المثال، من خلال امتداد نوسكريبت.
نظرًا لأن بعض أنظمة جدار الدفع تفرض القياس عن طريق تعيين ملف تعريف ارتباط للمتصفح، فقد يضطر المستخدم ببساطة إلى مسح ملفات تعريف الارتباط لهذا الموقع، أو إزالة إذن الموقع لتعيينها، أو تعيين متصفح الويب الخاص به على «ملفات تعريف ارتباط الجلسة فقط»، مما يلغي تاريخ انتهاء صلاحية ملف تعريف الارتباط .
تعتمد بعض أنظمة جدار الدفع على عرقلة المحتوى، ولكن لا تعتمد على إزالته. لذلك، قد يؤدي النقر فوق «وضع القارئ» في متصفح الويب إلى السماح بتنسيق المحتوى بطريقة تجعله قابلاً للقراءة.
غالبًا ما تحتوي مواقع أرشفة مواقع الويب مثل أرشيف.توداي وواي باك مشين على مقالات كاملة بدون نظام جدار الدفع، للمقالات المتوفرة جزئيًا بالفعل بدون نظام جدار الدفع.
في نوفمبر 2018، أزالت موزيلا امتدادًا يسمى باي-باس باي-والز (Bypass Paywalls) من متجر الوظائف الإضافية في فايرفوكس ولكن لا يزال بإمكان المستخدمين تثبيته من خارج المتجر. يوجد أيضًا إصدار خاص بـ جوجل كروم ومتصفحات الويب المستندة إلى كروميوم.